# カロリナ・プリスコバ
カロリナ・プリスコバ（Karolína Plíšková, 1992年3月21日 - ）は、チェコ・ロウニ出身の女子プロテニス選手。2016年の全米オープン女子シングルスの準優勝者。これまでにWTAツアーでシングルス17勝、ダブルス5勝を挙げている。身長186cm、体重72kg。右利き、バックハンド・ストロークは両手打ち。WTAランキング自己最高位はシングルス1位、ダブルス11位。双子の姉であるクリスティナ・プリスコバもテニス選手である。

## 来歴
4歳から姉クリスティナと一緒にテニスを始める。2010年全豪オープンジュニアシングルス決勝でローラ・ロブソンを破り優勝している。
4大大会では2012年全仏オープンで初出場。2013年2月のBMWマレーシア・オープンで初めてのツアー決勝に進出した。決勝でベサニー・マテック＝サンズを 1–6, 7–5, 6–3 で破りツアー初優勝を果たした。
2014年全米オープンでは2回戦で第8シードのアナ・イバノビッチを 7–5, 6–4 で破り初めて3回戦に進出した。3回戦ではケーシー・デラクアに 3–6, 6–3, 4–6 で敗れた。9月のソウル大会と10月のリンツ大会で優勝した。
2015年東レ パン・パシフィック・オープン・テニストーナメントでは、第4シードで出場し3回戦まで勝ち進むが、準々決勝でアグニエシュカ・ラドワンスカに敗退した。
2016年のウィンブルドンまでは3回戦敗退がグランドスラムの最高成績であったが、全米オープンでは勝ち進み、準決勝でセリーナ・ウィリアムズにストレート勝ちしグランドスラムで初の決勝進出。決勝ではアンゲリク・ケルバーに 3–6, 6–4, 4–6 で敗れ準優勝となった。
2017年は全豪オープンではベスト8、全仏オープンはベスト4に進出した。ウィンブルドンでは2回戦でマグダレナ・リバリコバに敗退したが、1位のアンゲリク・ケルバーが4回戦で敗退し昨年準優勝のポイントを失ったことにより、23人目のWTAシングルス世界ランキング1位になった。全米オープンでは初めて4大大会で第1シードになったが、準々決勝でココ・バンダウェイに 6-7(4), 3-6 で敗れ、在位8週で1位の座をガルビネ・ムグルサに明け渡した。
2018年7月にチェコのスポーツ解説者のミハル・フルドリチカと結婚した。2018年9月の東レ・パンパシフィック・オープンでは決勝で大坂なおみを破り大会初優勝。
2021年の全豪オープンではシングルス3回戦に進出。同じチェコ出身のカロリナ・ムチョバと対戦するが、試合中に2度にわたりラケットを故意に破壊、それぞれコードバイオレーションを取られた上での敗戦となった。

## WTAツアー決勝進出結果

### シングルス: 34回 (17勝17敗)
| 大会グレード                  | 大会グレード  |
| 2020年以前                    | 2021年以後    |
| ----------------------------- | ------------- |
| グランドスラム (0–2)          |               |
| WTAファイナルズ (0–0)         |               |
| プレミア・マンダトリー (0–1)  | WTA1000 (0–2) |
| プレミア5 (2–2)               | WTA1000 (0–2) |
| WTAエリート・トロフィー (0–1) |               |
| プレミア (9–4)                | WTA500 (0–0)  |
| インターナショナル (5–4)      | WTA250 (1–1)  |

| 結果   | No. | 決勝日         | 大会               | サーフェス    | 対戦相手                     | スコア                  |
| ------ | --- | -------------- | ------------------ | ------------- | ---------------------------- | ----------------------- |
| 優勝   | 1.  | 2013年3月3日   | クアラルンプール   | ハード        | ベサニー・マテック＝サンズ   | 1-6, 7-5, 6-3           |
| 準優勝 | 1.  | 2014年2月2日   | パタヤ             | ハード        | エカテリーナ・マカロワ       | 3-6, 6-7(7-9)           |
| 準優勝 | 2.  | 2014年5月24日  | ニュルンベルク     | クレー        | ウージニー・ブシャール       | 2-6, 6-4, 3-6           |
| 準優勝 | 3.  | 2014年9月14日  | 香港               | ハード        | ザビーネ・リシキ             | 5-7, 3-6                |
| 優勝   | 2.  | 2014年9月21日  | ソウル             | ハード        | バルバラ・レプチェンコ       | 6-3, 6-7(5-7), 6-2      |
| 優勝   | 3.  | 2014年10月12日 | リンツ             | ハード (室内) | カミラ・ジョルジ             | 6-7(4-7), 6-3, 7-6(4-7) |
| 準優勝 | 4.  | 2014年1月16日  | シドニー           | ハード        | ペトラ・クビトバ             | 6-7(5-7), 6-7(6-8)      |
| 準優勝 | 5.  | 2015年2月21日  | ドバイ             | ハード        | シモナ・ハレプ               | 4-6, 6-7(4-7)           |
| 優勝   | 4.  | 2015年5月2日   | プラハ             | クレー        | ルーシー・ハラデツカ         | 4-6, 7-5, 6-3           |
| 準優勝 | 6.  | 2015年6月21日  | バーミンガム       | 芝            | アンゲリク・ケルバー         | 7-6(7-5), 3-6, 6-7(4-7) |
| 準優勝 | 7.  | 2015年8月9日   | スタンフォード     | ハード        | アンゲリク・ケルバー         | 3-6, 7-5, 4-6           |
| 準優勝 | 8.  | 2015年11月8日  | 珠海               | ハード (室内) | ビーナス・ウィリアムズ       | 5-7, 6-7(6-8)           |
| 優勝   | 5.  | 2016年6月12日  | ノッティンガム     | 芝            | アリソン・リスク             | 7-6(12-10), 7-5         |
| 準優勝 | 9.  | 2016年6月25日  | イーストボーン     | 芝            | ドミニカ・チブルコバ         | 5-7, 3-6                |
| 優勝   | 6.  | 2016年8月21日  | シンシナティ       | ハード        | アンゲリク・ケルバー         | 6-3, 6-1                |
| 準優勝 | 10. | 2016年9月10日  | 全米オープン       | ハード        | アンゲリク・ケルバー         | 3-6, 6-4, 4-6           |
| 優勝   | 7.  | 2017年1月7日   | ブリスベン         | ハード        | アリーゼ・コルネ             | 6-0, 6-3                |
| 優勝   | 8.  | 2017年2月18日  | ドーハ             | ハード        | キャロライン・ウォズニアッキ | 6-3, 6-4                |
| 優勝   | 9.  | 2017年7月1日   | イーストボーン     | 芝            | キャロライン・ウォズニアッキ | 6-4, 6-4                |
| 優勝   | 10. | 2018年4月29日  | シュトゥットガルト | クレー (室内) | ココ・バンダウェイ           | 7-6(7-2), 6-4           |
| 優勝   | 11. | 2018年9月23日  | 東京*              | ハード (室内) | 大坂なおみ                   | 6-4, 6-4                |
| 準優勝 | 11. | 2018年10月14日 | 天津               | ハード        | キャロリン・ガルシア         | 6-7(7-9), 7-6(7-5), 3-6 |
| 優勝   | 12. | 2019年1月6日   | ブリスベン         | ハード        | レシア・ツレンコ             | 4-6, 7-5, 6-2           |
| 準優勝 | 12. | 2019年3月30日  | マイアミ           | ハード        | アシュリー・バーティ         | 6-7(1-7), 3-6           |
| 優勝   | 13. | 2019年5月19日  | ローマ             | クレー        | ジョアンナ・コンタ           | 6-3, 6-4                |
| 優勝   | 14. | 2019年6月29日  | イーストボーン     | 芝            | アンゲリク・ケルバー         | 6-1, 6-4                |
| 優勝   | 15. | 2019年9月15日  | 鄭州               | ハード        | ペトラ・マルティッチ         | 6-3, 6-2                |
| 優勝   | 16. | 2020年1月12日  | ブリスベン         | ハード        | マディソン・キーズ           | 6-4, 4-6, 7-5           |
| 準優勝 | 13. | 2020年9月21日  | ローマ             | クレー        | シモナ・ハレプ               | 0-6, 1-2 途中棄権       |
| 準優勝 | 14. | 2021年5月16日  | ローマ             | クレー        | イガ・シフィオンテク         | 0-6, 0-6                |
| 準優勝 | 15. | 2021年7月10日  | ウィンブルドン     | 芝            | アシュリー・バーティ         | 3-6, 7-6(7-4), 3-6      |
| 準優勝 | 16. | 2021年8月15日  | モントリオール     | クレー        | カミラ・ジョルジ             | 3-6, 5-7                |
| 優勝   | 17. | 2024年2月11日  | クルジュ＝ナポカ   | ハード (室内) | アナ・ボグダン               | 6-4, 6-3                |
| 準優勝 | 17. | 2024年6月16日  | ノッティンガム     | 芝            | ケイティー・ボールター       | 6-4, 3-6, 2-6           |

- *東京（有明）改修中につき立川で開催。

### ダブルス: 7回 (5勝2敗)
| 結果   | No. | 決勝日         | 大会                 | サーフェス      | パートナー               | 対戦相手                                                      | スコア            |
| ------ | --- | -------------- | -------------------- | --------------- | ------------------------ | ------------------------------------------------------------- | ----------------- |
| 準優勝 | 1.  | 2013年7月14日  | パレルモ             | クレー          | クリスティナ・プリスコバ | クリスティナ・ムラデノビッチ カタジナ・ピーター               | 1-6, 7-5, [8-10]  |
| 優勝   | 1.  | 2013年10月13日 | リンツ               | ハード （室内） | クリスティナ・プリスコバ | ガブリエラ・ダブロウスキー アリシア・ロソルスカ               | 7-6(8-6), 6-4     |
| 優勝   | 2.  | 2014年5月24日  | ニュルンベルク       | クレー          | ミハエラ・クライチェク   | ラルカ・オラル シャハー・ピアー                               | 6-0, 4-6, [10-6]  |
| 優勝   | 3.  | 2014年7月13日  | バートガシュタイン   | クレー          | クリスティナ・プリスコバ | アンドレヤ・クレパーチ マリア・テレサ・トロ・フロル           | 4-6, 6-3, [10-6]  |
| 優勝   | 4.  | 2014年9月14日  | 香港                 | ハード          | クリスティナ・プリスコバ | パトリシア・メイヤー＝アッハライトナー アリーナ・ロディオノワ | 6-2, 2-6, [12-10] |
| 準優勝 | 2.  | 2016年3月20日  | インディアンウェルズ | ハード          | ユリア・ゲルゲス         | ココ・バンダウェイ ベサニー・マテック＝サンズ                 | 6-4, 4-6, [6-10]  |
| 優勝   | 5.  | 2016年6月19日  | バーミンガム         | 芝              | バルボラ・ストリコバ     | バニア・キング アーラ・クドリャフツェワ                       | 6-3, 7-6(7-1)     |

## 4大大会シングルス成績
略語の説明
| W | F | SF | QF | #R | RR | Q# | LQ | A | Z# | PO | G | S | B | NMS | P | NH |

W=優勝, F=準優勝, SF=ベスト4, QF=ベスト8, #R=#回戦敗退, RR=ラウンドロビン敗退, Q#=予選#回戦敗退, LQ=予選敗退, A=大会不参加, Z#=デビスカップ/BJKカップ地域ゾーン, PO=デビスカップ/BJKカッププレーオフ, G=オリンピック金メダル, S=オリンピック銀メダル, B=オリンピック銅メダル, NMS=マスターズシリーズから降格, P=開催延期, NH=開催なし.
| 大会           | 2010 | 2011 | 2012 | 2013 | 2014 | 2015 | 2016 | 2017 | 2018 | 2019 | 2020 | 2021 | 2022 | 2023 | 2024 | 通算成績 |
| -------------- | ---- | ---- | ---- | ---- | ---- | ---- | ---- | ---- | ---- | ---- | ---- | ---- | ---- | ---- | ---- | -------- |
| 全豪オープン   | A    | LQ   | LQ   | 1R   | 2R   | 3R   | 3R   | QF   | QF   | SF   | 3R   | 3R   | A    | QF   | 1R   | 26–11    |
| 全仏オープン   | A    | LQ   | 1R   | 1R   | 2R   | 2R   | 1R   | SF   | 3R   | 3R   | 2R   | 2R   | 2R   | 1R   | 1R   | 14–13    |
| ウィンブルドン | LQ   | A    | 1R   | 2R   | 2R   | 2R   | 2R   | 2R   | 4R   | 4R   | NH   | F    | 2R   | 1R   | 1R   | 18–12    |
| 全米オープン   | LQ   | LQ   | LQ   | 1R   | 3R   | 1R   | F    | QF   | QF   | 4R   | 2R   | QF   | QF   | 2R   | 2R   | 30–12    |